# Isaak ben Melchisedek von Siponto
Isaak ben Melchisedek von Siponto (geboren um 1090 in Siponto; gestorben um 1160) war ein italienischer Rabbiner des 12. Jahrhunderts.
Er wurde als Sohn eines gelehrten Talmudisten geboren und siedelte später nach Salerno über. Dort traf er auf Benjamin von Tudela, der ihn später als „den großen Rabbi“ bezeichnete. Melchisedek von Siponto schrieb einen Kommentar zur Ordnung Seraʿim. Im Mittelalter wurde auch sein Kommentar zur Ordnung Toharot öfter zitiert, dieser ist jedoch nicht erhalten.

## Ausgaben
- N. Sacks, Perusch ha-RIMBATS le-Rabbenu Jitschaq be-R. Malki-tsedeq me-Simpont la-Mischna Zeraim, Jerusalem 1975 (kritische Ausgabe)